# Энциклопедия Байду
Энциклопедия Байду (кит. упр. 百度百科, пиньинь Bǎidù Bǎikē, неофициально Байдупедия) — интернет-энциклопедия на китайском языке, разрабатываемая и поддерживаемая китайской поисковой системой Baidu. Так же, как и сама Baidu, энциклопедия подвержена цензуре в соответствии с правительственными постановлениями.
Тестовая версия появилась 20 апреля 2006 года. На июнь 2022 года энциклопедия Байду содержит более 26 млн статей (больше, чем 8 крупнейших Википедий, вместе взятых); в ней зарегистрировано более 7,5 млн участников. На октябрь 2023 года — более 27,5 млн статей, более 7,7 млн участников.

## Функции
Статьи пишутся и редактируются зарегистрированными пользователями и рецензируются закадровыми администраторами перед публикацией. Не существует связи с администраторами, рецензирующими статьи. Зарегистрированные пользователи получают вознаграждения во внутренней кредитной системе. Хотя ранняя тестовая версия называлась «Baidu Wiki», официальные пресс-релизы и страницы энциклопедии утверждают, что система не является вики-сайтом.
Визуальный стиль энциклопедии прост. Среди вики-подобных функций сайт поддерживает редактирование, комментирование и публикацию статей, а также функцию истории изменений в статье. Комментарии расположены внизу каждой страницы.
Пользователям доступны различные функции редактирования, включающие:
- Систему загрузки изображений, в которой файлы, не превышающие 2 MB, могут быть добавлены к статьям энциклопедии.
- Система меток при помощи ключевых слов, называемая «открытые категории» (похожая на фолксономию). Одна статья может содержать не более пяти категорий.
- Отдельное окно редактирования для внутренних и внешних ссылок.

## Цензура
Энциклопедия Байду находится в юрисдикции властей КНР и в связи с этим к ней применяются китайские законы о цензуре, такие как Закон о кибербезопасности КНР (кит. упр. 中华人民共和国网络安全法) и Закон о национальной разведке КНР (кит. упр. 国家情报法). Для редактирования энциклопедии Байду требуется регистрироваться под реальным именем, а все правки перед публикацией проверяются администраторами.
По данным канадского исследовательского центра «Citizen Lab», по состоянию на 2013 год в энциклопедии Байду имеется цензура, но отметить конкретные случаи цензуры проблематично в связи с тем, что контент создаётся и проверяется самими пользователями.

## Защита авторских прав
Политика Энциклопедии Байду в области защиты авторских прав изложена на странице «условия использования» в разделе «помощь» сайта. В них указано, что пользователь, добавляющий контент на сайт, соглашается передать все права на свой оригинальный вклад Baidu. Также в них указано, что пользователь не имеет права добавлять контент, нарушая защищённые законом авторские права, а также что контент, распространяемый по условиям Creative Commons и/или GNU Free Documentation License (GFDL), должен соответствовать условиям и ограничениям, указанным в этих лицензиях.
Энциклопедия Байду была подвержена критике за нарушение GFDL при использовании контента Википедии, за нарушение других авторских прав, в частности, принадлежащих Hudong.com, и за поощрение плагиата в целом.

## Рост
Через два дня после запуска проекта количество статей превысило 10 тысяч.
| Дата       | Количество статей |
| ---------- | ----------------- |
| 5.05.2006  | 82 788            |
| 21.05.2006 | 142 283           |
| 4.08.2006  | 314 839           |
| 13.12.2006 | 530 636           |
| 16.01.2008 | 1 000 000         |
| 8.02.2010  | 2 000 000         |
| 12.01.2011 | 3 000 000         |
| 22.11.2011 | 4 000 000         |
| 13.06.2012 | 5 000 000         |
| 15.03.2013 | 6 000 000         |
| 11.2014    | 10 000 000        |
| 14.10.2015 | 12 590 369        |
| 11.07.2018 | 15 418 891        |
| 6.01.2021  | 22 706 600        |
| 13.05.2025 | 28 982 982        |